# Arnauld Pontier
Pour les articles homonymes, voir Pontier.
Œuvres principales
- La Fête impériale (roman, 2002)
- La Treizième Cible (roman, 2003)
- Le Cimetière des Anges (roman, 2005)

Arnauld Pontier, né le 30 septembre 1957 à Valenciennes, est un écrivain qui vit à Thollon-les-Mémises, en Haute-Savoie.

## Biographie
Après avoir résidé en Asie du Sud-Est, principalement au Laos (1961-1967), puis en Algérie (1967-1970), il s'installe dans les Hautes-Alpes, à Embrun, où il demeure jusqu'en 1976. Après une année de service militaire, il poursuit ses études à la faculté de Lettres modernes d'Aix-en-Provence, avant de s'installer en région parisienne, successivement à Paris (1981), Pantin (1994) et Montreuil-sous-Bois (1999). Depuis 2016, il réside dans un petit village de Haute-Savoie, situé sur les hauteurs d'Évian-les-Bains : Thollon-les-Mémises.
Après avoir exercé différents métiers, il collabore à de nombreuses revues (La Lettre du livre, Gai Pied, Paris Match, Aïkido Magazine...), puis avec nombre d'éditeurs (Flammarion, Maren Sell Éditeurs, Éditions du Centre Georges Pompidou, Arthaud...), avant de participer à la création des éditions Paris Musées (les éditions des musées de la Ville de Paris), qu'il dirige de 1990 à 2012.
Depuis 2013, il se consacre à d'autres activités, notamment d'écriture et d'édition. Il a notamment dirigé l'anthologie Dimension Système Solaire, parue en 2014 aux éditions Black Coat Press, dans la collection Rivière Blanche (numéro 34), ainsi que l'anthologie de science-fiction L'Art de séduire, parue en 2016 aux Editions Arkuiris.
Il enseigne certains arts internes chinois (Tai Chi Chuan, Qi Gong, Do In...) et guide des méditations dans toute la France (il est notamment l'un des rares à transmettre la très ancienne méditation dite "de la Perle" ou de Nezha, dont l'origine remonterait la Dynastie Tang.

### Romans
- La Fête impériale, Actes Sud, 2002 et en coll. Babel, 2006
- La Treizième Cible, Actes Sud, 2003. Prix Marguerite Yourcenar 2004
- Le Cimetière des anges, Actes Sud, 2005
- Équinoxe, Actes Sud, 2006
- Le Fruit du silence, Actes Sud, 2008
- Agharta - Le Temps des Selkies, Asgard, 2013. Finaliste du Prix du Livre numérique Youboox 2013. Finaliste[2] du Prix Rosny Ainé 2014.
- F.E.L.I.N.E., Rivière Blanche, 2017. Finaliste[3] du prix Bob-Morane 2018.
- L'Équilibre de l'extinction - F.E.L.I.N.E. - Création, Rivière Blanche, 2018.
- Le Vaisseau noir - F.E.L.I.N.E. - Révélation, Rivière Blanche, 2019.
- La marelle Hopscotch, Lune Ecarlate, édition limitée hors commerce, 2019
- F.E.L.I.N.E. L'Intégrale, Rivière Blanche, 2020.
- Dehors, les hommes tombent, Editions 1115, 2020.
- La Ronde de Glorvd - ROMAN COLLECTIF, Rivière Blanche, 2020.
- La Faculté des idées noires - ROMAN COLLECTIF, Editions 1115, 2021.
- Monsieur Merlin - ou la certitude de l'illusion, Editions 1115, 2022. Finaliste du Prix Poche de L'Ouest Hurlant, 2023
- Les Enfants de Paradis, Éditions Ex Æquo, 2022.
- Exode, Éditions Ex Æquo, 2023.

### Récit de voyage (anticipation)
- Sur Mars, récit de voyage, Éditions Nicolas Chaudun, 2009
- Sur Mars, Éditions 1115, 2019

### Recueil de nouvelles
- Dimension Arnauld Pontier, Rivière Blanche, 2015
- The Avenue in the Rain, Evidence Editions, 2018
- Invasions plurielles, Editions Arkuiris, 2023

### Pour enfants
- La Légende du jardin japonais, illustré par François Place, Albin Michel, 2003
- Les Petits Vers, illustré par Anne Buguet, coll. Lo Païs d'enfance/Le Rocher, 2005
- Nicolas contre la reine de Serkle, illustré par Anne Buguet, Le Lys Bleu Editions, 2019

### Poésie
- Marbre, poèmes, Éditions Nicolas Chaudun, 2007
- Le monde entrebâillé, poèmes, Selkies, 2012

### Nouvelles
- À Marguerite Duras, nouvelle, in Linéa, Editions de la BNF, 2004 et Atramenta, 2014
- Un libraire à Pékin, nouvelle, in Quatrième de couv, Folies d'Encre, 2006
- Les Fourmis, nouvelle, in Écrits... Vains, 2006 et Atramenta, 2014
- Vu de la Lune, nouvelle, in Si elles savaient…, Les Petits Matins, 2009
- La Mer reviendra à Wattebléry, nouvelle, in Le Codex Atlanticus no 18, La Clef d'Argent, 2009
- L'île des Pingouins, nouvelle, in Au nom de la fragilité, Éditions Érès, 2009
- Haïti, nouvelle, in Histoires cueillies pour Haïti, The Book Edition, 2010 et Atramenta, 2014
- Eau, nouvelle, in Histoires d'eau, Rivière Blanche, 2010 (Finaliste du Prix de la mairie de Chalabre 2010)
- Le Hibou, nouvelle, in La Gazette de la Lucarne (juin 2012) et in D'écriture en écriture, La Lucarne des Ecrivains, 2015
- Un Point sur la Lune, nouvelle, in Dimension Système solaire, Rivière Blanche, 2014 - rééd. in Dimension Arnauld Pontier, Rivière Blanche, 2015 - rééd. in Invasions plurielles, Editions Arkuiris, 2023 - rééd. in  Les Trésors des Fusées (Francophones), Rivière Blanche, 2024.
- L'homme de sable, nouvelle, in Le Réchauffement climatique et après, Editions Arkuiris, 2014 (Finaliste du Prix Rosny Ainé 2015)
- La marelle Hopscotch, nouvelle, in  Histoires de Folie, Lune-Écarlate, 2014 (Finaliste du Prix Masterton 2014)
- Liberty Island, nouvelle, in Dimension New York - 1, Rivière Blanche, 2015
- Les plaines d'Ishtar, nouvelle, in L'art de séduire, Editions Arkuiris, 2016
- Le Grisou, nouvelle, in Entre rêves et irréalité, Editions Arkuiris, 2017
- Requiem, nouvelle, in Musiques d'Outre-mondes, Editions Arkuiris, 2018
- Bestioles, nouvelle, in Environnement : Presque déjà la fin ?, Galaxies, 2018
- Pièce maîtresse, nouvelle, in Créatures, premier contact, Editions GandahaR, 2018
- Temps mort, nouvelle, in Le Temps revisité, Editions Arkuiris, 2019
- Eden et caetera, nouvelle, in Les Migrations du futur, Editions Arkuiris, 2019
- L'affaire de la Chandeleur, nouvelle, in Dimension Etranges Détectives, Rivière Blanche, 2019
- Bienvenue à Valid-Land !, nouvelle, in En situation de handicap… dans le futur, Editions Arkuiris, 2019
- Coup de foudre, nouvelle, in Dimension sports & Loisirs, Rivière Blanche, 2020
- Les Billes vertes, nouvelle, in Futurs Simples, vol. 2, Editions Arkuiris, 2021
- L'Ultime combat, nouvelle, in Guerres stellaires, Éditions Critic, 2022
- La chair est si ingrate, nouvelle, in Clones & Chimères, Editions Arkuiris, 2022
- L'Homme de Schrödinger, nouvelle, in Les chats & l'espace, Editions Arkuiris, 2023